# Oda Nobuhide
Oda Nobuhide (織田信秀?   1510 - 8 de abril de 1551) fue un daimyō y magistrado del sur de la Provincia de Owari durante el período Sengoku de la historia de Japón. Fue padre de Oda Nobunaga.

## Gobierno del Clan
Como jefe del clan Oda, Nobuhide llamado por su pueblo como tigre de owari, se involucró en diversas batallas en las que confrontó en el norte a Saitō Dōsan, daimyō de la Provincia de Mino, al este a Imagawa Yoshimoto, daimyō de las Provincias de Mikawa, Suruga y Tōtōmi; sin embargo nunca fue capaz de unificar la Provincia de Owari. Las disputas internas dentro de su mismo clan nunca permitieron que tuviera una victoria completa. En 1549, Nobuhide hizo las paces con Saitō Dōsan arreglando el matrimonio entre su hijo Nobunaga y la hija de Saitō, Nōhime. Apoyado por Dōsan, Nobuhide se concentró en encarar a Imagawa. En uno de sus momentos más importantes, pudo capturar a Matsudaira Motoyasu como rehén, con lo cual pudo ganar algunas tierras en Mikawa.

## La controversia de la sucesión
Cuando Nobuhide murió en 1551 en Owari, él había asignado como su heredero al joven Nobunaga, quien difícilmente había conocido a su padre, tenía una mala reputación además de que había asistido vestido inapropiadamente al funeral de su padre y había echado cenizas sobre el altar del templo maldiciendo su destino. Casi todo el apoyo del clan fue para el hermano menor de Nobunaga, Oda Nobuyuki. Nobunaga contó con el apoyo de Hirate Masahide y su suegro Saitō Dōsan. De este punto en adelante, le tomaría a Nobunaga siete años consolidar su poder dentro del clan y unificar la provincia de Owari.

## Familia
Se casó con Tsuchida Gozen, quien le dio cuatro de sus hijos: Nobunaga, Nobuyuki, Nobukane y Oda Hidetaka. Lista completa de sus hijos:
- Oda Nobuhiro (hijo mayor ilegítimo)
- Oda Nobunaga
- Oda Nobuyuki
- Oda Nobukane
- Oda Nobuharu
- Oda Nobutoki
- Oda Nobuoki
- Oda Hidetaka
- Oda Hidenari
- Oda Nobuteru
- Oda Nagamasu
- Oda Nagatoshi